# Semasiografia
La semasiografia  (dal greco: σημασία, semasia "significato" e γραφία, grafia "scrittura") è una "scrittura con segni", una tecnica di comunicazione di informazioni non fonetica e senza l'intercessione di forme di discorso.
Essa ha preceduto l'avvento della creazione del sistema di scrittura basato sul linguaggio ed è oggi utilizzata, ad esempio, nelle icone di comunicazione digitale, nella notazione musicale e nella notazione matematica. Viene studiata in semasiologia, campo della linguistica.

## Sistemi semasiografici
Esempi di sistemi di scrittura semasiografici si ritrovano nel quipu degli Inca, nelle tavolette di rongo rongo dell'Isola di Pasqua, nei trattati ed annali scritti su pelli di bisonte dei Sioux.

## Nella cultura di massa
- Arrival (2017) - film statunitense in cui il linguaggio della civiltà aliena è espresso con elementi semasiografici